# Zastava Južnog Sudana
Zastava Južnog Sudana usvojena je nakon potpisivanja Sveobuhvatnog mirovnog sporazuma kojim je okončan Drugi Sudanski građanski rat. Zastava je prvotno bila korištena kao zastava Sudanskog pokreta narodnog oslobođenja. Zastava je slična zastavama Kenije i Malavija s dodatkom plavog trokuta i zlatne zvijezde.